# فليتنر

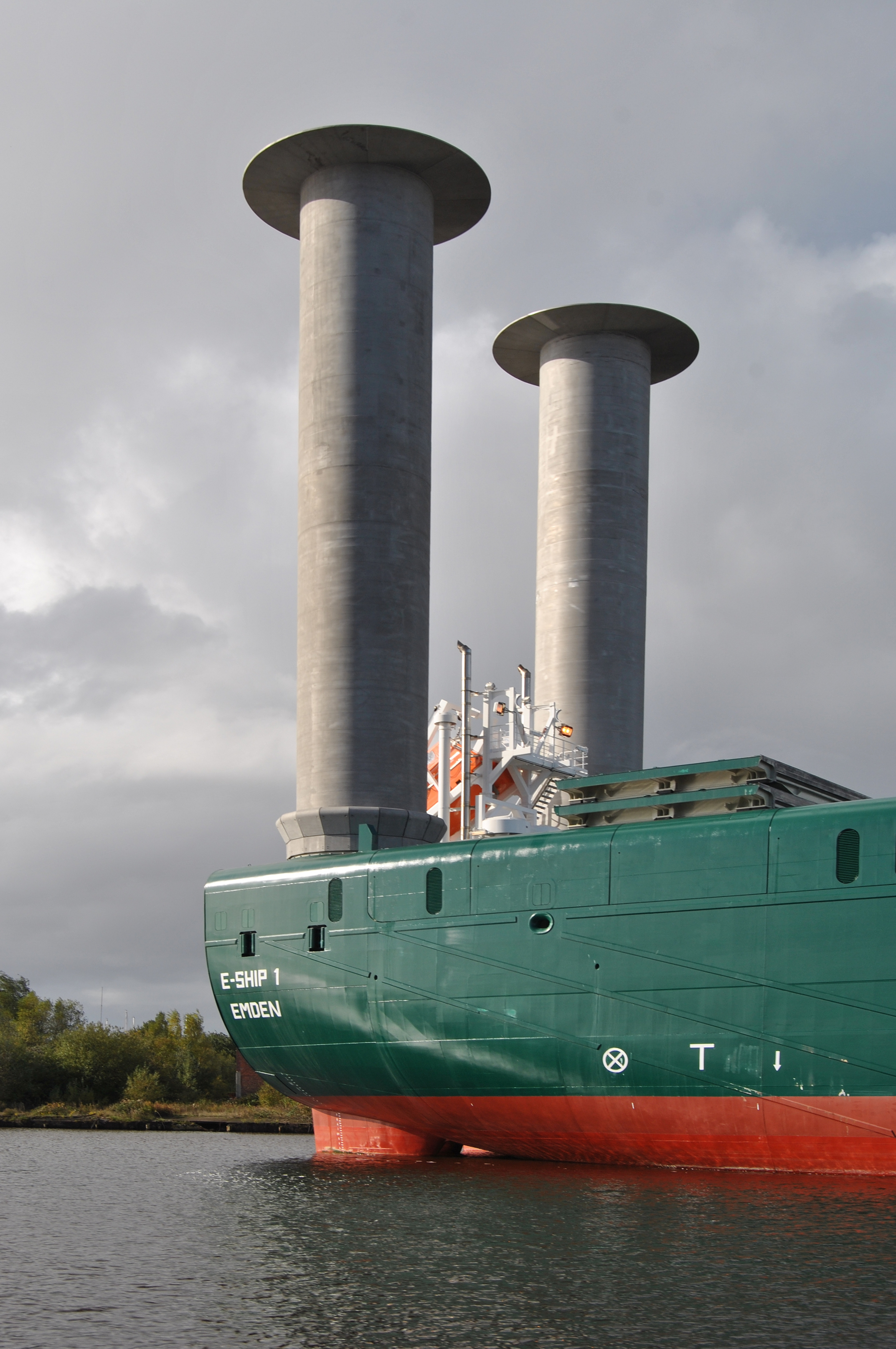
دوارات Flettner (في E-Ship 1)

أنتون فليتنر، Flugzeugbau GmbH كانت شركة ألمانية لتصنيع طائرات الهليكوبتر وأوتوجايرو خلال الحرب العالمية الثانية، أسسها أنتون فليتنر.
شملت طائرة فليتنر:
- Flettner Fl 184 - أوتوجايرو استطلاع، نموذج أولي
- Flettner Fl 185 - طائرة هليكوبتر استطلاعية، نموذج أولي
- Flettner Fl 265 - طائرة هليكوبتر استطلاعية، نموذج أولي
- Flettner Fl 282 Kolibri (Hummingbird) - طائرة هليكوبتر استطلاع
- فليتنر Fl 339 - مروحية استطلاع، مشروع
- Flettner Gigant - مروحية تجريبية

أدى اهتمام أنطون فليتنر في الديناميكا الهوائية (على وجه التحديد تأثير ماغنوس، الذي ينتج قوة من أسطوانة تدور في تدفق السوائل) أيضًا إلى اختراع دوار فليتنر الذي استخدمه لتشغيل سفينة فليتنر التي عبرت المحيط الأطلسي، وجهاز التهوية فليتنر الذي لا يزال يستخدم على نطاق واسع كجهاز تبريد للحافلات والشاحنات والمركبات التجارية الأخرى والذي يقوم على مبدأ سافونيوس.